# تطبيق قاعدة البيانات

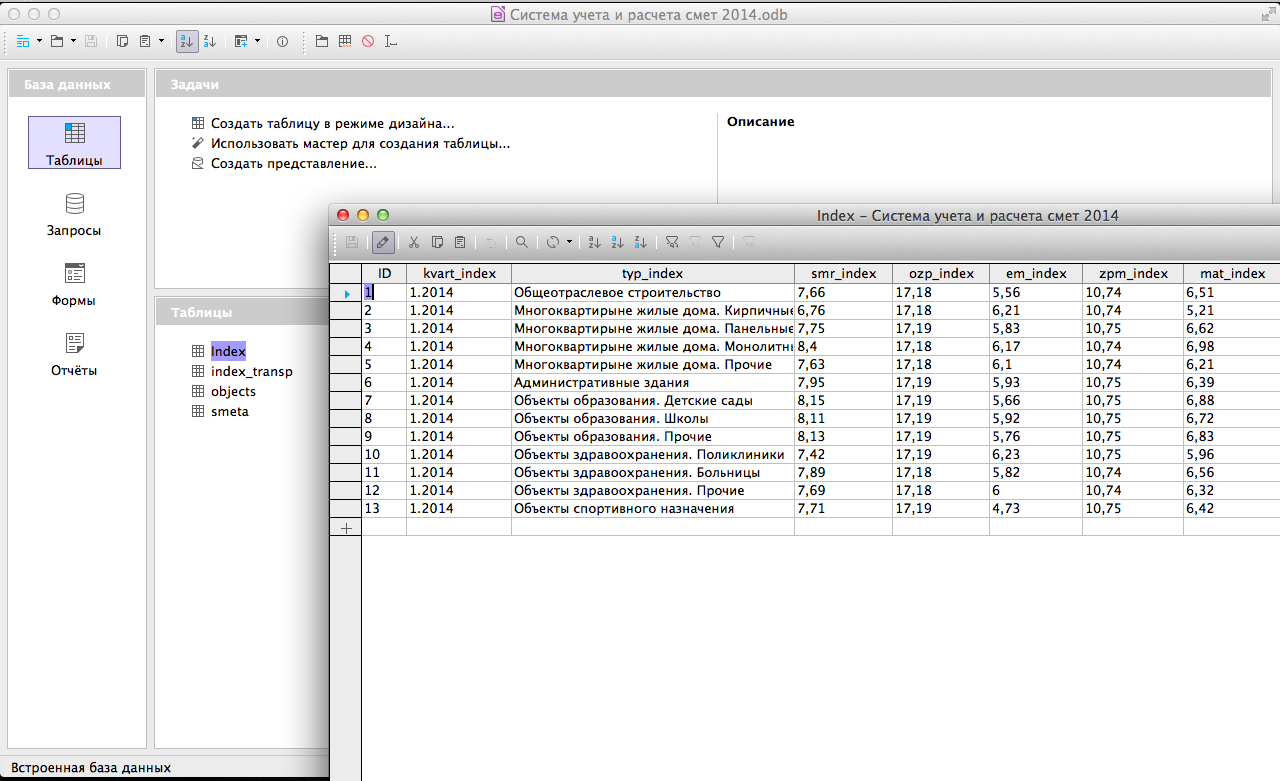
مثال لجدول في قاعدة بيانات

تطبيق قاعدة البيانات هو برنامج كمبيوتر هدفه الأساسي هو إدخال واسترجاع المعلومات من قاعدة بيانات محوسبة. ومن الأمثلة المبكرة لتطبيقات قواعد البيانات أنظمة المحاسبة وأنظمة حجوزات شركات الطيران، مثل سابر (نظام حجز السفر)، التي تم تطويرها بدءاً من عام 1957.
من خصائص تطبيقات قواعد البيانات الحديثة أنها تسهل التحديثات والاستعلامات المتزامنة من عدة مستخدمين. ربما أنجزت الأنظمة في السبعينيات هذا من خلال جعل كل مستخدم أمام جهاز 3270 إلى كمبيوتر حاسب مركزي. بحلول منتصف الثمانينيات، أصبح من الأكثر شيوعًا تزويد كل مستخدم بجهاز كمبيوتر شخصي ولديه برنامج يعمل على جهاز الكمبيوتر المتصل بخادم قاعدة بيانات. يتم سحب المعلومات من قاعدة البيانات، وإرسالها عبر الشبكة، ثم ترتيبها أو رسمها أو تنسيقها بطريقة أخرى بواسطة البرنامج الذي يعمل على الكمبيوتر. ابتداءً من منتصف التسعينيات، أصبح من الأكثر شيوعاً إنشاء تطبيقات قواعد البيانات باستخدام واجهة ويب. بدلاً من تطوير برنامج مخصص ليتم تشغيله على جهاز الكمبيوتر الخاص بالمستخدم، سيستخدم المستخدم نفس برنامج مستعرض الويب لكل تطبيق. يتمتع تطبيق قاعدة البيانات بواجهة ويب بميزة أنه يمكن استخدامه على أجهزة مختلفة الأحجام، مع أجهزة مختلفة، وأنظمة تشغيل مختلفة. من أمثلة تطبيقات قواعد البيانات المبكرة ذات واجهات الويب amazon.com، والذي استخدم نظام إدارة قواعد البيانات العلائقية Oracle ، مجتمع photo.net عبر الإنترنت، الذي تم وصف تطبيقه على رأس Oracle في كتاب «مواقع الويب التي تدعمها قاعدة البيانات» (Ziff-Davis Press ؛ مايو 1997)، وeBay، أيضاً تستخدم Oracle.
يشار إلى السجلات الطبية الإلكترونية على emrexperts.com،  في ديسمبر 2010، باسم «تطبيق قاعدة بيانات البرنامج». يستخدم كتاب أورايلي لعام 2005 المصطلح في عنوانه: تطبيقات قواعد البيانات والويب.
تظل بعض تطبيقات قواعد البيانات الأكثر تعقيدًا أنظمة محاسبة، مثل SAP، والتي قد تحتوي على آلاف الجداول في وحدة نمطية واحدة فقط. العديد من أنظمة الكمبيوتر الأكثر استخداماً على نطاق واسع اليوم هي تطبيقات قواعد البيانات، على سبيل المثال، فيسبوك، والتي بنيت على قمة ماي إس كيو إل.
لا يعتبر كل برنامج يستخدم قاعدة بيانات عادةً «تطبيق قاعدة بيانات». على سبيل المثال، تقوم العديد من تجارب الفيزياء، على سبيل المثال، Collider Hadron Collider ،  بإنشاء مجموعات بيانات ضخمة تقوم البرامج بتحليلها فيما بعد. تشكل مجموعات البيانات «قاعدة بيانات»، على الرغم من أنها لا تدار عادة باستخدام نظام إدارة قاعدة بيانات علائقية قياسي. يتم تطوير برامج الكمبيوتر التي تقوم بتحليل البيانات بشكل أساسي للإجابة على الفرضيات، وليس لإعادة المعلومات إلى قاعدة البيانات وبالتالي لن يطلق على البرنامج الكلي «تطبيق قاعدة البيانات».

## قائمة تطبيقات قواعد البيانات
- أمازون
- سي إن إن
- موقع ئي باي
- فيسبوك
- Fandango
- صانع الأفلام (في Mac OS)
- مايكروسوفت اكسس
- قاعدة بيانات أوراكل العلائقية
- SAP
- Ticketmaster
- ويكيبيديا
- يلب
- يوتيوب

## روابط خارجية
- - تطوير التطبيقات مع (DB2 (ibm.com
  - مايكروسوفت SQL خادم تطوير التطبيقات
  - تطوير تطبيقات قواعد بيانات أوراكل